# Petrus en Pauluskerk (Koblenz)
De Petrus en Pauluskerk is een rooms-katholieke parochiekerk in de Duitse stad Koblenz. De neogotische basiliek staat in het stadsdeel Pfaffendorf en werd voltooid in het jaar 1903. De kerk werd gewijd aan de apostelen Petrus en Paulus.
Sinds 2002 maakt de kerk onderdeel uit van het UNESCO Werelderfgoed Cultuurlandschap Bovenloop van het Midden-Rijndal.

## Geschiedenis

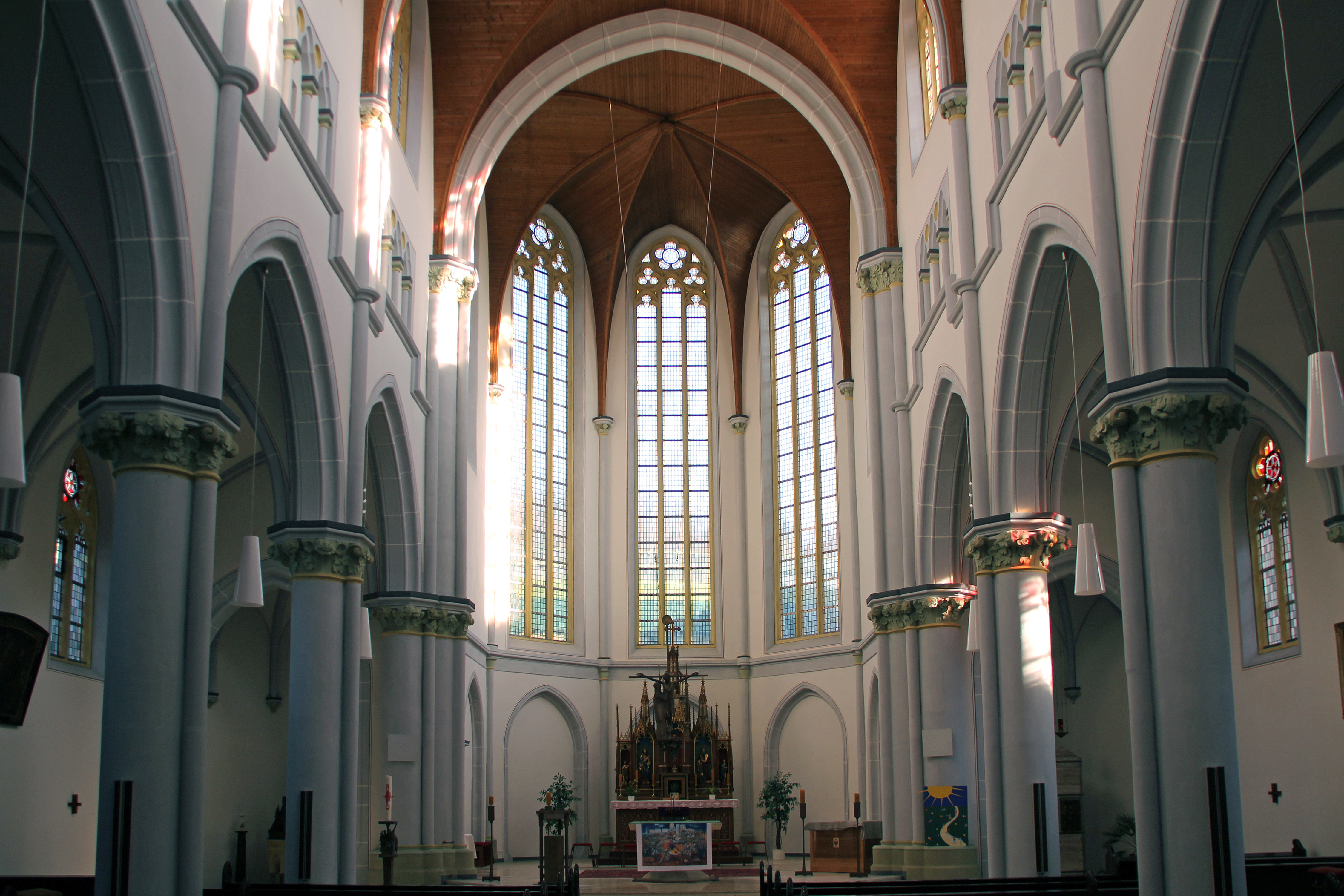
Interieur van de kerk

De eerste vermelding van een kerkgebouw in Pfaffendorf dateert van 1310. Deze kerk betrof een Sint-Johanneskerk maar later werd het patrocinium gewijzigd. Bij een extreem hoge waterstand van de Rijn in 1784 werd deze romaanse kerk grotendeels verwoest. De oude kerktoren bleef echter behouden en aan deze kerktoren bouwde men een classicistische zaalkerk. Nadat het aantal inwoners sterk toenam, besloot men ten behoeve van nieuwbouw de oude kerk in 1901 af te breken.

## Data
1901: Aanvang bouw
1903: Voltooiing kerk
1944: Bij de zwaarste luchtaanval op Koblenz van 6 november 1944 lijdt de kerk zeer ernstige schade en brandt volledig uit.
1950: De herbouw van de Petrus en Pauluskerk volgt in de jaren 50.
1972: Vanaf 1972 wordt in het kerkschip een nieuw houten plafond aangebracht, de zijschepen worden weer voorzien van gewelven.
1982: Begin van renovatie gevels en vernieuwing van alle ramen. De restauratie wordt in 1991 afgesloten.
2005: Er worden twee nieuwe bronzen klokken aan de kerk geschonken. Er wordt een begin gemaakt aan de renovatie van het interieur.
2006: Een derde klok wordt aan de kerk geschonken.
2009: Afsluiting renovatie interieur.

## Architectuur en inrichting
De drieschepige zuilenbasiliek is opgetrokken van zandsteen in de stijl van de neogotiek. Het westfront van de kerk richt zich met een forse toren naar de Rijn en heeft drie rijk gedecoreerde portalen. Het overige uiterlijk van de kerk wordt door steunberen bepaald. Van de oorspronkelijke inrichting bleef slechts het achthoekige doopvont behouden. In de toren bevinden zich vier klokken. De toren zelf wordt gedekt door een rombisch dak.
Na de verwoesting in de oorlog werd in 1959 door de orgelbouwfirma Weise uit Plattling een nieuw orgel gebouwd. Het orgel werd echter niet geheel naar wens vervaardigd en werd in 1979 met gebruik van oude onderdelen geheel nieuw op de galerij ontworpen, zodat het orgel beter met het grote venster in de toren harmonieert.

## Afbeeldingen

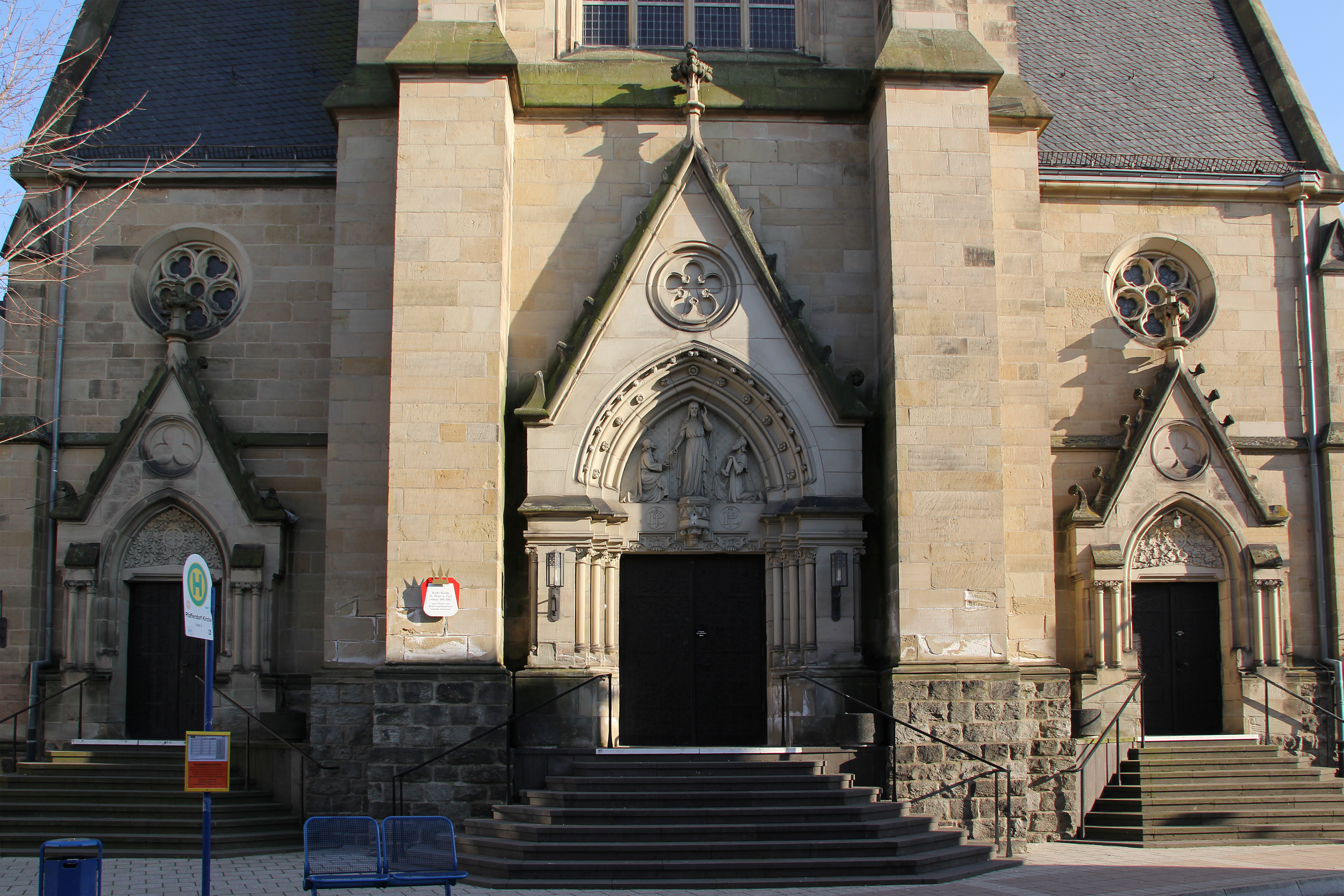
Portalen
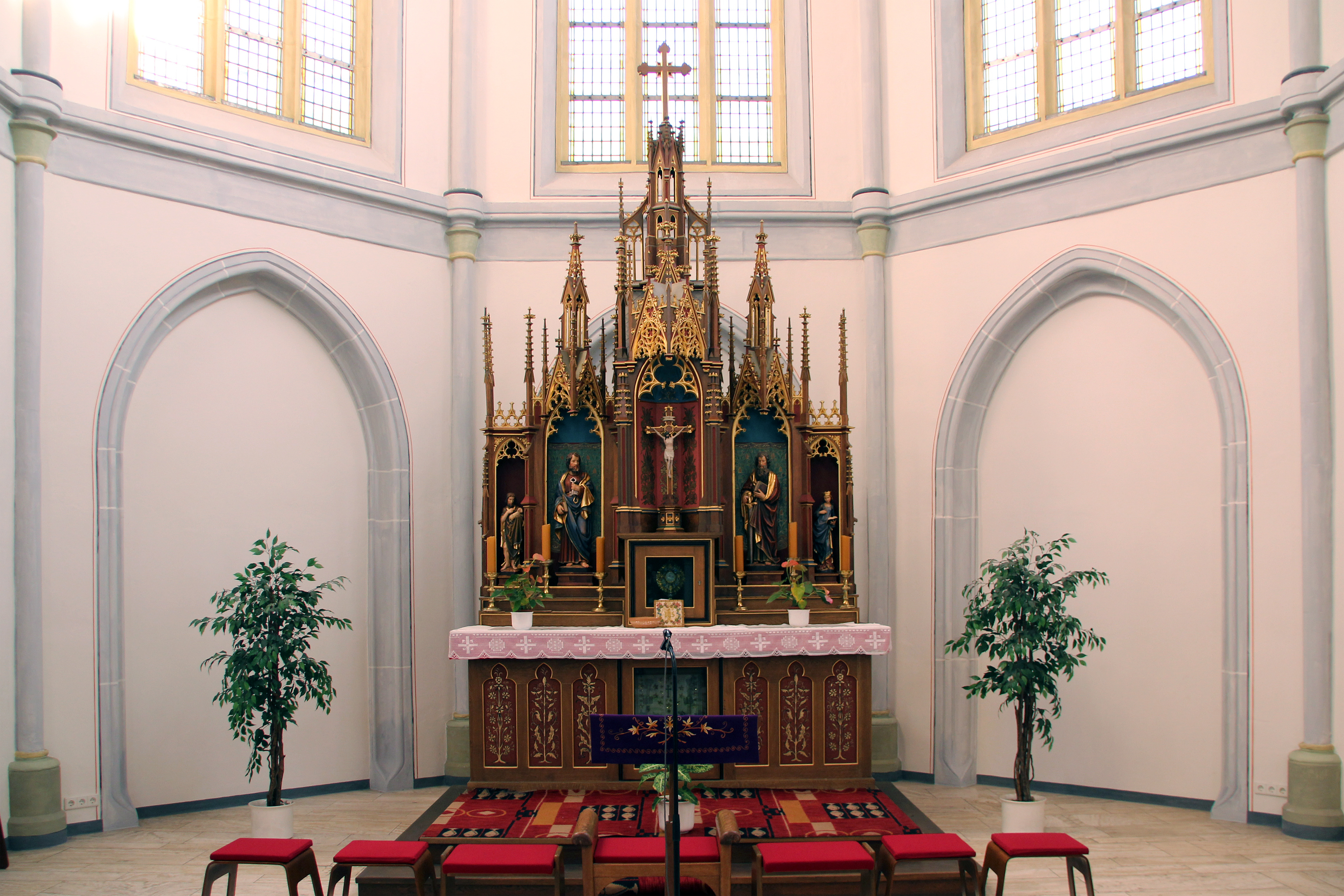
Hoogaltaar
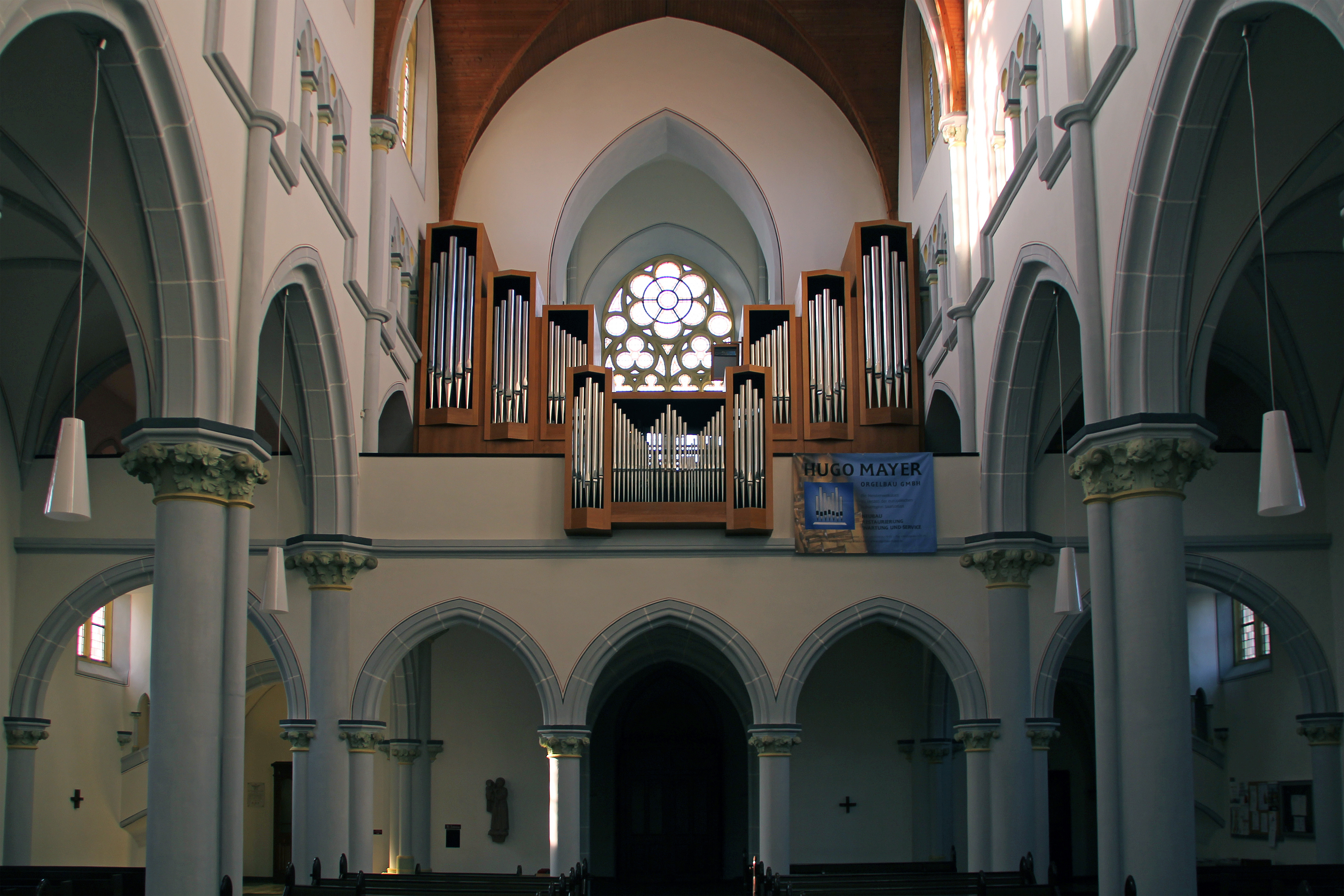
Orgel
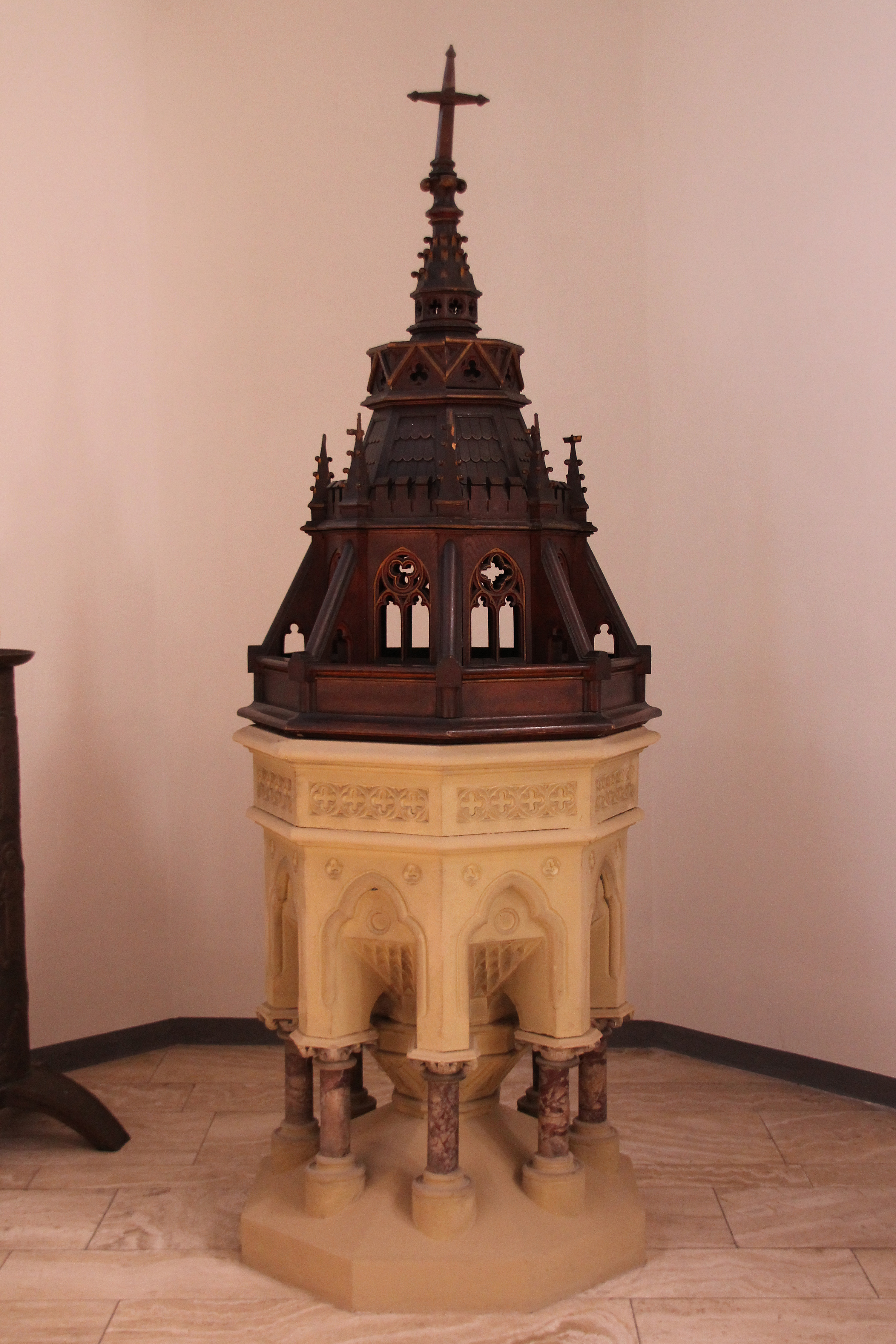
Doopbekken